# فرانكلين رينز
فرانكلين رينز (بالإنجليزية: Franklin Raines)‏ هو شخصية أعمال أمريكي، ولد في 14 يناير 1949 في سياتل في الولايات المتحدة.

## وصلات خارجية
- فرانكلين رينز على موقع إن إن دي بي (الإنجليزية)